# フィギュアスケート
フィギュアスケート（英: figure skating）は、スケートリンクの上でステップ、スピン、ジャンプなどの技を組み合わせ、音楽に乗せて滑走する競技。ウィンタースポーツのひとつ。名称は、スケートでリンクの上に図形（フィギュア）を正確に描く競技から発展したことに由来する。シングルスケーティング、ペアスケーティング、アイスダンスは冬季オリンピック正式競技。また団体で演技するシンクロナイズドスケーティングも、世界選手権が行われている。

## 歴史
スケートの起源については明確ではないが、すでに先史時代には北欧で動物の骨をブレードにしたスケート靴が用いられていた。それが南下してオランダに伝わり、運河の発達により国民各層で行われるようになった。
農民たちは、凍った運河の上で目的地にできるだけ早く到着するスケートに熱心であったが、貴族たちの間では競技性よりも優雅さやマナーを重んじた芸術的スケートが好まれた。彼らの滑走様式はオランダ人の弧線滑走という意味の「ダッチロール」と呼ばれるようになり、フィギュアスケートの原型となった。これが、やがてスコットランドに伝わり愛好家らにより図形を描いて滑走する技術が研究されるようになった。一方でフランスやドイツにおいては芸術的な滑走動作が研究された。
その後、1742年にイギリスのエディンバラで世界初のスケーティングクラブが発足して以降、各国においてスケーティングクラブが設立され、その国独自の形態でフィギュアスケート競技会も行われるようになった。初めはヨーロッパ全域で盛んになり、1882年にはウィーンでフィギュアスケート最初の国際大会が開催された。1892年には、スケート競技を国際的に統轄する国際スケート連盟が創立され、1896年から世界選手権が開催されるようになった。ただし、このときは男子シングルのみであり、女子シングルは1906年、ペアは1908年にそれぞれ別個に世界選手権に相当する大会が開かれるようになった。アイスダンスは1952年になって初めて世界選手権の種目として加わった。
日本のフィギュアスケート発祥地は仙台市の五色沼（仙台城の堀）とされるが、その始まりは1897年（明治30年）頃とする説と1905年（明治38年）頃とする説とがある。1922年（大正11年）2月11日、日本初のフィギュアスケート公式試合が下諏訪リンクで行われた（全日本フィギュアスケート選手権参照）。
オリンピックでは、1908年の夏季オリンピックで初めて実施された。夏季オリンピックではこの大会と1920年の大会のみで行われており、1924年にシャモニーオリンピックが開催されてからは毎回冬季オリンピックで実施されている。

## 用具・施設
スケート靴
フィギュアスケートには専用のスケート靴をはく。男性は黒、女性は白やベージュの靴をはくことが多い。スケート靴は革もしくはプラスチック製の靴の部分とブレードと呼ばれるややカーブした金属部分からなり、重さは約2kg ある。ブレードが氷に直接接する部分をエッジと呼ぶ。エッジの厚さは3-4mm 程度で、中央には溝が入っている。
フィギュアスケート用のブレードは先がギザギザになっているのが特徴で、このギザギザの部分をトウピック（トウ）といい、ジャンプやスピンのときなどに使われる。トウの部分が小さくかかとの部分が短いアイスダンス用のブレードもある。シングルのコンパルソリーフィギュアではトウの小さいブレードやトウのないブレードが用いられた。
スケートリンク
国際スケート連盟（ISU）によるフィギュアスケート用スケートリンクの国際規格は、最大60m×30m、最小56m×26mであり、同連盟の国際大会では屋内リンクを使用する。プロアイスホッケーNHLで使用されるリンクは200フィート×85フィート（すなわち60.96m×25.90800m）であるため、ISUの国際規格から外れる。ISUの国際大会の規定を国内競技会において遵守する必要はない。
- 現在のフィギュアスケート用のスケート靴
- トウピック（拡大図）
- 60m×30mのリンク（山梨県小瀬スポーツ公園アイスアリーナ）

## 競技の技術的要素
男子および女子シングルでは、ジャンプ、スピン、ステップシークエンス、スパイラルなどが競技の技術的な構成要素となる。ペアではさらにスロージャンプ、リフト、ツイストリフト、デススパイラルが加わる。アイスダンスではジャンプやリフトなどに制限がある一方、ステップシークエンスにより重点がおかれる。要素ごとにさまざまな種類があり、その難易度に応じて配点も定められている。

### スケーティングの基本とエッジ
- F:前進/B:後進
- L:左足/R:右足
- 1. トウピック
- 2. アウトサイドエッジ
- 3. インサイドエッジ

フィギュアスケートは、基本的に片足で、インサイドかアウトサイドどちらかのエッジに乗って滑走する。
氷についているほうの足はスケーティング・レッグ（滑り足）、ついていないほうの足はフリー・レッグ（浮き足）と呼ばれる。右足をスケーティング・レッグとしたとき（右足片方だけで滑るとき）、氷の表面に対してスケート靴のエッジを、
- まっすぐに立てる（フラットに乗る）と、直進する。
- 内側に傾ける（インサイドに乗る）と、左に曲がる。
- 外側に傾ける（アウトサイドに乗る）と、右に曲がる。

滑走には前方（フォワード）と後方（バックワード）の2つの方向があり、また右足（ライト）と左足（レフト）それぞれで滑るので、次の8つのパターンがあることになる。
- ライト・フォワード・インサイド（ライト・フォア・イン、RFI）
- レフト・フォワード・インサイド（レフト・フォア・イン、LFI）
- ライト・バックワード・インサイド（ライト・バック・イン、RBI）
- レフト・バックワード・インサイド（レフト・バック・イン、LBI）
- ライト・フォワード・アウトサイド（ライト・フォア・アウト、RFO）
- レフト・フォワード・アウトサイド（レフト・フォア・アウト、LFO）
- ライト・バックワード・アウトサイド（ライト・バック・アウト、RBO）
- レフト・バックワード・アウトサイド（レフト・バック・アウト、LBO）

これらの組み合わせによって多様なステップとターンが生み出され、ステップとターンを連続して行うものがステップシークエンスである。

## 競技の演出的要素
衣装
競技会におけるフィギュアスケートの衣装は、スポーツ競技にふさわしい品位を保ったものでなければならない。初期の男子は礼装に近い格好（ブラックスーツにネクタイ）であったが、徐々に舞台衣装のように視覚効果を重視したデザインや色のものを着るようになった。競技においては過剰な露出や小道具の使用は禁止されており、エキシビションでのみ容認。
男子は長ズボンの着用が義務付けられている。
シングルやペアの女子はジャンプなどの動作で邪魔にならないよう、レオタードにミニスカート丈のフリルを組み合わせた衣装を着用することが多く、アイスダンスではスカート丈が長い傾向がある。スカートをはく女子選手はタイツを着用する。中にはブレードだけを外に出してスケート靴ごとタイツでくるむようにしてはく選手もいるが、これは靴の傷や汚れを隠す、足を長く見せる、など理由はさまざまである。2005-2006シーズン以降、女子選手のスカート着用義務が廃止されたことをうけ、パンツルックで演技するスケーターも増えている。
露出を避けるために（レギュレーションに加え、リンク内は氷が張られているので非常に寒い）、肌の色に近い生地を用いて、見掛け上ワンショルダーや露出の多い服装に見えるような工夫も見られる。
体に密着せずゆとりのあるデザインの場合は滑走時に布と体の間にはらんでしまう空気をよく通して空気抵抗を減らすために絹を用いたり、そのほか照明の下で映えるよう光沢のあるサテンやレザーといった多種多様な生地やスパンコールなども用いられる。衣装の制作はバレエなど舞台芸術関連の業者に発注することが多いが、小規模ながらフィギュアスケートの衣装制作を専門とする業者もいる。また選手の家族など周囲の人々が手作りで縫製する場合もある。
また、衣装につけているものが落ちると減点となる。
化粧
女子の場合、きれいに見せるため、化粧（それも濃い）をすることが多い。
音楽
音楽を使用することが前提である。
主にクラシック音楽や映画音楽などから選曲される。
歌詞の入った音楽はアイスダンスでのみ認められていたが、2014-15シーズンからは新たにすべての競技で使用が認められた。
時間
競技においては、規定に定められている演技時間から逸脱してはならない。動きの停止と音楽を規定時間に合わせて編集しておく必要がある。
振付
フィギュアスケートの振付は、振付師をはじめ、コーチや場合によっては選手自身によって行われ、その競技経験のある者が振付を担当するのが一般的である。
なお、エキシビションでは上記のような制約はない。競技においては演出的要素に違反があったとジャッジにみなされた場合はディダクションによる減点を受けることとなる。

## 各種目におけるプログラムの規定
共通事項として、フィギュアスケートのルールは非常に細かく定められており、クラス毎に規定に若干の違いがある。

### シングル
男子女子ともに、シングルスケーティングのプログラムには、ショートプログラムとフリースケーティングがあり、先にショートプログラムが行われる。大会によっては、ショートプログラムで所定の順位に入った者のみでフリースケーティングを行うこともある（冬季オリンピックなど）。かつて中心的なプログラムであった規定課題（コンパルソリー）は、1990年以降廃止されている。

### ペア
ペアのプログラムも、シングル同様ショートプログラムとフリースケーティングがあるが、こちらは男女2人でしか表現できない技に重点が置かれる。演技の中には失敗すると危険な要素も多く、フィギュアスケートの中でも、最もアクロバティックな競技と言われる。

### アイスダンス
ペア同様、男女2人で競技されるが、こちらはリフトやジャンプは制限されており、ステップの技術が中心となる。氷上の社交ダンスとも呼ばれる。2009シーズンまではコンパルソリーダンス、オリジナルダンス、フリーダンスの3つのプログラムが行われたが、2010シーズンより、ショートダンス、フリーダンスの2つのプログラムに変更された。

### ギャラリー
- 男子シングル。李成江、2003年スケートカナダにて。
- ペア。マリウス・シュデクとドロタ・シュデク、2006年スケートアメリカにて。
- アイスダンス。タニス・ベルビンとベンジャミン・アゴストのカップル。

## 採点方法

### 6.0満点方式（旧採点方法）
ISUジャッジングシステム施行以前の2002年までに行われていた採点方法の総称である。

### ISUジャッジングシステム
2003年シーズンからの採点法。以前に用いられていた採点方法に対する呼称として便宜上「新採点システム」と呼ばれることも多い。

## 競技会
フィギュアスケートの競技会にはアマチュア資格をもつ選手が出場できる。なお、フィギュアスケートを目にすることのできる場としては、競技会とは別に、アイスショーもある。

## フィギュアスケートを題材とした作品

### 彫刻
- 『無限への軌跡』 (翁ひろみ、五色沼) 男女ペアスケーターのブロンズ像

### 小説
- 『氷の上のプリンセス』（風野潮、青い鳥文庫）
- 『レカミエー夫人』（久生十蘭、国書刊行会久生十蘭全集など）登場人物の一人にフィギュアスケート教師がおり、スケートのシーンも書かれる。
- 『銀盤カレイドスコープ』（海原零、集英社スーパーダッシュ文庫、本作を原作とした、漫画・アニメ・ゲーム作品もあり）
- 『スケーターワルツ』 （加賀乙彦、筑摩書房）
- 『てるてる坊主の照子さん』（なかにし礼、新潮社）ドラマ『てるてる家族』の原作。
- 『スケーターズ・オン・ザ・エッジ』（小泉あいこ、ブイツーソリューション）
- 『走れピンクのシンデレラ』（水城昭彦、集英社）
- 『ふれていたい』（小手鞠るい、求竜堂）
- 『夢のしずく 短編集』（木崎詳子、健友館）
- 『君がいてくれて』（木崎詳子、健友館）
- 『Field, wind 青春スポーツ小説アンソロジー』（あさのあつこ他、ジャイブ）
- 『マジカル少女レイナ幻のスケートリンク』（石崎洋司、岩崎書店）
- 『銀盤を駆けぬけて』（春原いずみ、キャラ文庫・徳間書店）
- 『銀のスケート―ハンス・ブリンカーの物語』（メアリー・メイプス・ドッジ、岩波少年文庫）
- 『アンジェリーナはスケーター』（キャサリン・ホラバード著、 ヘレン・クレイグ作画、講談社）
- 『サナのはじめてのスケート』（なりたまさこ、ポプラ社）
- 『ガラスの森』（小手鞠るい、ポプラ文庫ピュアフル）
- 『銀盤のトレース』（碧野圭、実業之日本社）
- 『クリスタルエッジ』（風野潮、講談社）
- 『氷闘物語』（吉田周、講談社）
- 『キス＆クライから愛を込めて』（小塚佳哉、海王社）
- 『氷のパ・ド・ドゥー』（斉藤朱実、白泉社）
- 『アイスプリンセス』（リンダ・チャップマン、角川書店）
- 『フィギュア☆ドリーム』（リア・チェリ、メディアファクトリー）
- 『銀盤のシャノワール』（砂床あい、白泉社）
- 『銀色の絆』（雫井脩介、PHP研究所）
- 『舞姫はじめました~恋も奇跡も氷の上~』（和泉統子、新書館）
- 『ライバル・オン・アイス』(吉野真理子、講談社）

その他、トルストイ『アンナ・カレーニナ』にスケートをするシーンが出てくる。

### 絵本
- 『アイススケートペンギン』（塚本やすし、ディスカヴァー・トゥエンティワン）

### 漫画
- スポーツ漫画#フィギュアスケートを参照のこと。

### 映画
- ソニア・ヘニー出演映画（1936-1948年、米国）
- イナ・バウアー出演映画（1961-1962年、米国）
- 「アイス・キャッスル（Ice Castles）」（1978年、米国）
- 「時計 Adieu l'Hiver」（倉本聰監督、中嶋朋子主演、1986年、日本）
- 「冬の恋人たち（The Cutting Edge）」（1992年、米国）
- 「アイス・プリンセス（Ice Princess）」（2005年、米国）
- 「冬の恋人たち2（The Cutting Edge: Going for the Gold）」（2006年、米国）
- 「俺たちフィギュアスケーター（Blades of Glory）」（2007年、米国）
- 「COACH コーチ」（2010年、日本）

### テレビドラマ
- 「胸さわぐ苺たち」 (1983-1984年、日本）
- 「てるてる家族」（NHK連続テレビ小説 2003-2004年、日本）
- 「赤い奇跡」（2006年、日本）
- 「中学生日記〜溺れる熱帯魚〜」（2006年10月16日放送、日本）
- 「スケート靴の約束」（2013年12月25日放送、日本）

### ゲーム
- 「くるくる◇プリンセス 〜フィギュアできらきら☆氷のエンジェル〜」（スパイク、2007年）
- 「くるくる◇プリンセス 〜夢のホワイト・カルテット〜」（スパイク、2007年）

### アニメ
- 「ユーリ!!! on ICE」（2016年）
- 「メダリスト」（2025年）